# ريتشارد هاريسون
ريتشارد هاريسون (بالإنجليزية: Richard Harrison)‏ (و. 1936 – م) هو ممثل، وكاتب سيناريو، وممثل أفلام، من الولايات المتحدة الأمريكية، ولد في سولت ليك سيتي.

## وصلات خارجية
- ريتشارد هاريسون على موقع IMDb (الإنجليزية)
- ريتشارد هاريسون على موقع أول موفي (الإنجليزية)
- ريتشارد هاريسون على موقع قاعدة بيانات الفيلم (الإنجليزية)